# Битка при Саратога
Битката при Саратога се състои от две отделни сражения на 19 септември и 7 октомври 1777 г. на 15 км южно от Саратога, Ню Йорк, в резултат на които цялата британска войска нахлула от Канада в Ню Йорк под командването на генерал Джон Бъргойн е пленена. Франция се намесва на страната на американците в тяхната война за независимост от Великобритания. Победата подсигурява северните американски щати срещу по-нататъшно нахлуване от Канада и предотвратява отрязването на Нова Англия от останалите американски земи.

## Предходни събития

### Британският план и грешката на Хау
Първоначалният замисъл на похода от Канада е Бъргойн да напредне на юг покрай езерата Шамплейн и Джордж до река Хъдсън и след това до Олбани, където да се срещне с полковник Бари Сейнт Леджър идващ от изток по долината на река Мохок с 875 лоялисти и канадци и 1000 ирокези. В същото време сър Уилям Хау, командир на британската армия в Ню Йорк, трябва да се отправи на север, да установи контрол по долното течение на река Хъдсън и да се присъедини към Бъргойн в Олбани. Това би отрязало щатите от Нова Англия от останалата част от Америка. Хау обаче решава, вместо това, да направи неуместно от стратегическа гледна точка нападение срещу американската столица Филаделфия. Той избира морския маршрут през залива Чесапийк вместо да прави преход с войските си по суша.
На 23 юли 1777 г. Хау и армията му отплават и не се завръщат на суша до 25 август. Британският генерал превзема Филаделфия побеждавайки при Брендиуайн на 11 септември и Джърмънтаун на 4 октомври, но Континенталният конгрес се оттегля в Йорк, Пенсилвания и избягва плена. Заради бавните и трудни комуникации Бъргойн не разбира за промяната на плана от страна на Хау в продължение на няколко седмици.

### Бъргойн тръгва на юг
Бъргойн тръгва на поход през юни 1777 г. с около 3300 британски редовни войници, 3900 германски наемници от княжество Брауншвайг-Волфенбютел, 750 канадци, лоялисти и канадски индианци, 138 оръдия и немалко последователи на лагера, включително жени. Британското преминаване с лодки през езерото Шамплейн е приятно и впечатляващо зрелище, но преходът през влажната лятна гора се оказва особено тежък за войниците на Бъргойн. Разразяват се няколко бури и се появяват рояци черни мухи. За грамадните лишени от конете си драгуни от Брунсвик обути в 5,5-килограмови ботуши и носещи 4,5-килограмови саби преходът вероятно е най-тежък.
На 6 юли американският гарнизон от 2500 войници от форт Тикондерога под водачеството на генерал-майор Сент Клер изоставя укреплението при вида на силата на врага и отстъпва в южно направление. Форт Тикондерога е основната американска крепост на веригата от езера.
На 7 юли британците водят битка с отстъпващите американци при Хубардтън и ги побеждават, а оцелелите американци бягат в безредие. След победата при Хубардтън Бъргойн избира сухопътния маршрут през форт Ан и форт Едуард към река Хъдсън и Олбани, вместо да мине по водния път през езеро Джордж и кратко пренасяне на лодки по суша до реката. Това позволява на американците да отпочинат и да се възстановят и да забавят силите на Бъргойн сечейки дървета, с които запречват горския път.

### Британски неуспехи при Бенингтън и форт Стануикс
Когато на 1 август 1777 г. войските на Бъргойн най-сетне достигат форт Едуард провизиите му са на привършване. На 3 август Бъргойн получава новината, че Хау няма да го срещне, а вместо това ще нападне Филаделфия. На 11 август той отделя 1200, най-вече германски войници и ги изпраща да съберат говеда, коне и други доставки от фермите близо до Бенингтън, Върмонт. Отрядът е пресрещнат и унищожен от американско опълчение в битката при Бенингтън. Американците предварително инфилтрират немските редици, дегизирайки се като лоялисти. Почти всички немци са убити или пленени. Командирът им полковник Баум също е убит.
Междувременно отрядът на Сейнт Леджър от около 875 редовни войници напредва по река Сейнт Лорънс до форт Осуего на езерото Онтарио, където се съединява с 1000 ирокези под водачеството на образования в Англия вожд Джоузеф Брант, напредващи по долината на река Мохок, обсаждат форт Стануикс, близо до Рим, Ню Йорк, на път за Олбани. Бъргойн се надява, че появата на редовните войски ще окуражи местното население с лоялистки склонности, но вида на толкова много индианци има обратен ефект и заселниците масово се присъединяват към американското опълчение. Британците побеждават американски отряд изпратен на подкрепление в битката при Орискани на 6 август, но докато тя трае гарнизонът на форт Стануикс излиза, нахълтва във вражеския лагер и пленява провизиите им. Новината за предстоящото пристигане на американския генерал Бенедикт Арнолд с подкрепление от 1000 души принуждава Сейнт Леджер да отстъпи по долината на река Мохок обратно в Канада. Бъргойн разбира за случилото се на 28 август, когато се приближава до основната американска армия. Той не може да се надява на други подкрепления.

### Уошингтън изпраща подкрепления
Знаейки, че се очертава битка в Ню Йорк, Джордж Уошингтън поема риска да изпрати подкрепление на север, въпреки че не знае къде ще дебаркира Хау. Той изпраща генерал-майорите Бенедикт Арнолд и Бенджамин Линкълн, както и 750 души от силите на Израел Пътнам на разположение в Нюйоркските планини. След това изпраща съобщение, свикващо местното опълчение да се присъедини към основната американска армия. В средата на август изпраща също 400 снайперисти от 11-и Вирджински полк под командването на полковник Даниел Морган. Континенталния конгрес междувременно снема от командването на Северния военен департамент генерал Филип Шуйлер заради отстъплението му без бой от форт Тикондерога и го заменя с генерал Хорейшо Гейтс. Гейтс поема командването на 19 август, въпреки че не е командвал в битка.
Вместо да продължи по вода към форт Джордж обаче Бъргойн е убеден от лоялисткия майор Филип Скин да прекара войниците си през Скинсбъро, който е заинтересован от това те да прокарат път до владението му, който да улесни търговията след войната, но за английските и немските войници това е ад. Те страдат от рояците комари, както и от дизентерия. Американците секат дървета по пътя им и дори пренасочват потоци. Според един британски войник американците унищожили 40 моста, включително един, който минава през „мочурище две мили широко“. Междувременно районът е възпламенен от новината за убийството и скалпирането на 18-годишната Джейн МакКрий от двама от индианците на Бъргойн, който отказва да ги накаже, за да не дезертират техните другари. Бъргойн продължава на юг и преминава на западния бряг на река Хъдсън при Саратога на 13 септември. Той изминава 15 км на юг, но на 16 км е блокиран от редовни и опълченски подразделения под командването на Гейтс. Американците достигат 15 000 души, след като се стичат опълченци от Нова Англия и Ню Йорк. Сега те са се окопали и го очакват.

## Сражението при фермата на Фриймън
Американците са укрепили възвишението известно като Бемис Хайтс на 16 км южно от Саратога. Пътят на юг към Олбани е препречен. Бъргойн е изпратен пред редица неприятни алтернативи: да нападне превъзхождащите го по брой американци, да се опита да пресече река Хъдсън под вражески огън или да се признае за победен и да се оттегли на север. Той избира да нападне. Вместо да нападне американските укрепления пряко обаче той мисли да изпрати войниците си да обходят левия американския фланг през изсечена местност, където лоялистът Джон Фриймън има ферма, да се качат на възвишенията там и да нападнат американците отстрани.
Американците не са много добре организирани или подготвени за сражение. Бенедикт Арнолд е командир на левия фланг, но той и Хорейшо Гейтс се ненавиждат. В деня на битката (19 септември) планът на Гейтс предвижда американците да изчакат британското нападение в укрепленията си. Арнолд иска от Гейтс да му позволи да изпрати войниците си през фермата на Фриймън. Гейтс неохотно склонява да се изпрати разузнавателна военна част, която да провери дали британците и немците идват през фермата към височините. Британците напредват в три колони към възвишенията на 3 км на юг от тях. Генерал-майор Рийдезел води лявата колона немци по речния път заедно с основната артилерия и охранявайки провизиите и лодките на реката. Генерал Джеймс Инглис Хамилтън командва центъра, който ще нападне възвишенията. Генерал Саймън Фрейзър командва десния фланг съставен от 24 пехотен полк заедно с лекопехотния и гренадирския батальон и има за цел да обърне американския фланг, който е „закотвен“ до река Хъдсън. Утринната мъгла попречва на британците да се ориентират и когато тя се разсейва по обед те тръгват. Арнолд междувременно язди до генерал Дениъл Морган на крайния ляв фланг и иска от него да спре настъплението на Фрейзър. И Морган и Арнолд предпочитат да нападнат докато британците маршируват през горите. Арнолд заповядва на лекопехотния батальон на Морган и Хенри Диърборн да напредне. Когато вирджинските стрелци на Морган достигат разчистената от дървета местност при фермата на Фриймън те заварват там авангарда на Фрейзър. Първите изстрели свалят британските офицери и хвърлят останалите в отстъпление. Мъжете на Морган се втурват безразсъдно напред. Подкрепени от огъня на Диърборн те успяват да изтласкат леката пехота на Фрейзър срещу централната колона на Хамилтън. Ентусиазмът им обаче се изпарява, когато се изправят срещу насочените байонети на гренадирския батальон и започват да се връщат обратно. Морган полага усилия да преобразува полка си южно от полето. Знаейки, че Морган е в беда Арнолд изпраща редовна бригада от Ню Йорк и Ню Хампшър под командването на Инок Пуур заедно с опълчение от Кънектикът да удължи левия връх на американската формация. Той заповядва и на генерал Ебенезър Лърнид с четири полка от Континенталната армия (1 от Канада и 3 от Масачузетс) да подкрепи Морган в центъра. Бъргойн също не бездейства и нарежда на Фрейзър и Хамилтън да се строят по полетата на фермата. Докато британците се събират на полето съсредоточен огън от полковете на Пуур ги отблъсква със сериозни загуби. Британците отново отблъскват американска атака. Самият Арнолд води атака срещу центъра с пет полка, но не успява да раздели крилото на Фрейзър от останалите сили на Бъргойн. Три пъти Арнолд язди обратно до главната квартира и моли Гейтс да нападне или да му предостави достатъчно мъже, за да разбие британците. В отговор Гейтс заповядва връщането на 3-ти Нюхампшърски полк, за да охранява квартирата и отстранява Арнолд от битката.
Последният удар в битката принадлежи на британците. Бъргойн заповядва Рийдезел да напредне към чифлика на Фриймън. Рийдезел води своите немци през ждрело, което американците смятат за непроходимо и неговото подкрепление позволява на британците да спечелят полетата и чифлика. Бъргойн превзема чифлика, но дава почти 600 жертви (убити и ранени), повечето от тях от централната колона на Хамилтън. Британците и немците построяват редути при фермата и укрепват първоначалното място, където са прекосили Хъдсън. Американците губят 300 убити и ранени. След битката двете страни се окопават на 3 км една от друга.

## Бъргойн изчаква, Арнолд е освободен от длъжност
Въпреки успеха си в превземането на чифлика Бъргойн страда от липса на достатъчно провизии и подкрепления, стратегическото положение не се е променило в негова полза. Американската армия продължава да се увеличава с пристигането на все повече опълченци. Времето работи срещу него. Той обаче решава да изчака. Причината е писмото от командира на останалите британски сили в Ню Йорк от 12 септември, което Бъргойн получава на 21 септември и в което Клинтън казва, че ще се опита направи пробив в посока форт Монтгомъри, южно от Саратога, до края на месеца. Клинтън обаче напуска Ню Йорк на 3 октомври и не се опитва да премине планините, разделящи го от Саратога.
В лагера на патриотите междувременно се разразява тлеещият конфликт между Гейтс и Арнолд. В доклада си за сражението при чифлика на Фриймън Гейтс пропуска да спомене приноса на Арнолд, който вбесява втория и двамата влизат в кавга на висок тон, което води до освобождаването на Арнолд от Гейтс. Арнолд иска позволение да замине за Филаделфия и то му е дадено, но вместо това остава в палатката си. На негово място е назначен Бенджамин Линкълн.
С идването на октомври става ясно, че Клинтън няма да се появи и на 4 октомври Бъргойн свиква военен съвет, на който решава да нападне на 7 октомври левия американски фланг с две хиляди войници, от петте хиляди, които са му останали.

## Сражението при Бемис Хайтс
Американските войски се увеличават във времето между двете сражения. Нападението на Бъргойн срещу американския ляв фланг го изправя срещу дивизията на генерал-майор Бенджамин Линкълн. Заедно с попълнения от опълченци дивизията има 3800 войници, като други 1200 опълченци са в непосредствена готовност да се присъединят. Според плана на Бъргойн бригаден-генерал Саймън Фрейзър трябва да се плъзне покрай отляво на американците и да осигури позиция за артилерията. Тъй като минава през залесени площи, той разполага с леката пехота, канадските опълченци и индиански съюзници, общо около 700 души. Немците на генерал-майор Рийдезел ще осъществят главната атака, която да прикове американския ляв фланг с 1100 мъже и подкрепа от артилерия, а генерал-майор Уилям Филипс трябва да нападне в лява кука, която да отдели левия фланг от останалата част от американската армия разположена на Бемис Хайтс над река Хъдсън. Филипс разполага с 4000 гренадири под командването на майор Джон Акланд и кралската артилерия под командването на майор Уилямс. Хората на Линкълн са разпрострени на северозапад от укрепленията на Гейтс на Бемис Хайтс. В крайното ляво са полковниците Морган и Диърборн с около 600 мъже. В центъра е бригадата на генерал Лърнид, набъбнала заедно с опълчението до 1800 мъже. Бригадата на генерал Пуур от 1400 мъже свързва силите му с основната американка позиция. Зад Лърнид е запасът от 1200 опълченци, водени от бригаден-генерал Ейбръхам Тен Брок.
Ползвайки опита си от преди две седмици британците започват нападението в ранния следобед, което да позволи на Бъргойн да отстъпи привечер по необходимост. Началният огън идва от настъплението на гренадирите отдясно на Линкълн. Войниците на Пуур удържат на огъня, а терена прави стрелбата доста неефективна. Когато майор Акланд щурмува на щик позицията им американците най-сетне започват да стрелят от близко разстояние. Акланд е прострелян в двата крака, много от гренадирите също са повалени. Колоната им е разгромена и частите на Пуур настъпват и пленяват командирите и артилерията. Тези, които успяват да избягат се връщат на редутите Брейман (ок 180 м дължина, 2 м височина) и Балкар (ок. 450 м дълъг, 3.5 м висок) при фермата на Фрийман, които служат като основна точка на британския десен фланг.
На десния край мъжете на Морган помитат канадците и индианците и се заема с редовната войска на Фрейзър. Макар с лек числен недостатък Морган успява да предотврати няколко британски опита да пробият на запад. В квартирата на Гейтс междувременно Бенедикт Арнолд нервно крачи напред-назад под звуците на битката. Накрая не се сдържа, скача на коня си и препуска по посока на сражението. Гейтс изпраща майор Армстронг, който да му заповяда да се върне, но Армстронг не успява да го настигне.
Арнолд отива при леките батальони на западната линия. Когато вижда, че Фрейзър многократно сплотява мъжете си Арнолд казва на Морган, че шотландеца струва, колкото полк. Морган заповядва да бъде застрелян и снайперистът Тимъти Мърфи го ранява смъртоносно, при което настъплението му се разпада. Фрейзър по-късно умира в компанията на съпругата на немския генерал, баронеса Рийдезел, която участва в похода заедно с децата си.
След това Арнолд се отправя към централния фронт. Хората на Лърнид трудно удържат немците и отстъпват. Арнолд помага да ги събере и заедно с Лърнид води контранападение. Когато Морган, Диърборн и Пуур започват да се приближават от техните страни немците отстъпват и се връщат на началните си позиции. След около час тежък бой британците са отново на началната си позиция. Арнолд повежда Лърнид и хората му в атака срещу редута Брейман на десния фланг на британските укрепления. Британците отговарят с оръдейни залпове картеч и мускетен огън. Докато води атака на кон Арнолд е прострелян в същия крак, който преди това е ранен по време на нахлуването в Канада. Тогава конят му също е прострелян, пада и чупи същия крак. Арнолд е изваден от строя, но бригадата на Лърнид превзема редута. Въпреки раняването си Арнолд отива при бригадата на бригаден-генерал Джон Патерсън, за да го насърчи да подкрепи по-ранните атаки. Тук обаче заповедите на Гейтс го застигат и го изтеглят от битката, която завършва с падането на мрака.

## Предаването на Бъргойн
Американците вече превъзхождат британците в съотношение 3:1. Бъргойн изгубил 1000 мъже, а американците 500. Изгубил е и някои от най-способните си пълководци. Нападателният маньовър се е провалил и предната му линия е пробита. Тази нощ той пали огньове по предната линия и се оттегля под прикритието на мрака. На 8 октомври отново се намира в укрепената позиция, която е държал на 16 септември.
Под прикритието на нощта британците отстъпват на север, но опитът им да стигнат форт Тикондерога е блокиран от американците. Британците се опитват да се върнат на източния бряг на река Хъдсън на мястото, което са използвали за прекосяване през август, но вече обградени и надчислени. На 60 км южно от форт Тикондерога със смаляващи се провизии и приближаването на зимата Бъргойн установява лагер в Саратога и отказва да преговаря с американците.
Първоначално Гейтс изисква безусловна капитулация, което Бъргойн категорично отказва, казвайки, че би предпочел смъртта. Гейтс накрая се съгласява на споразумение, според което британците няма да бъдат пленени, а ще бъдат придружени до Бостън, откъдето ще заминат за Англия, при условие, че повече няма да участват във войната. Гейтс е обезпокоен от мисълта за битка до последния човек срещу Бъргойн, както и от доклади, че сър Хенри Клинтън напредва от Ню Йорк, за да подкрепи заседналите в Саратога свои сънародници. Блестящ в пълна парадна униформа генерал Бъргойн извежда войниците си от лагера на 17 октомври и е поздравен от генерал Гейтс. Предават се 5791 мъже, от които според Рийдезел 4000 са били боеспособни. 2431 немци се предават според Еелкиг, а броят на техните загуби до 6 октомври, включително в битката при Бенингтън, е 1122. По време на похода британците и немците губят общо 9000 войници: убити, ранени, пленени и дезертьори.
Континенталния конгрес обаче отказва да уважи споразумението между Гейтс и Бургойн и да позволи завръщането на британците, страхувайки, се че те ще заемат местата на войници, които на свой ред ще бъдат изпратени да се бият в Америка. Някои от британските и немските офицери са разменени срещу американци, но повечето пленници остават в лагери в Нова Англия, Пенсилвания и Вирджиния до края на война. Херцогът на Брунсуик, Карл I, от своя страна не желае войниците си обратно, страхувайки се, че те ще повлияят зле на бъдещите набори. Много от брунсвикските наемници дезертират, заселват се в колониите и накрая стават американски граждани. От 5723 изпратени, през 1783 г. в херцогството се завръщат 3105.

## Последици

### Френска намеса
Щом новините за предаването на Бъргойн достигат Франция, крал Луи XVI решава да влезе в преговори с американците (чрез пратеника им в Париж Бенджамин Франклин), които водят до формален Френско-американски съюз на 6 февруари 1778 г., с който Франция признава американската Декларация за независимост и обещава пълна военна и финансова подкрепа. Скоро след това тя обявява война на Великобритания. Това премества конфликта на глобалната сцена. След поражението си от британците във Френската и индианска война преди десетилетие, Франция намира възможност за отмъщение като помага на колонистите във Войната за независимост. Преди битката при Саратога Франция не помага напълно на колонистите. След като битката при Саратога е решително спечелена от колонистите обаче, Франция осъзнава, че американците имат надежда да спечелят войната и започва напълно да помага на колонистите като изпраща войници, дарения, заеми, оръжия и припаси. Влизането на Франция във войната представлява заплаха както за самия Остров, така и за колониите в Канада, Гибралтар и Индия. Великобритания е принудена да прехвърли ресурси, използвани за водене на войната в Северна Америка на театри в Западните Индии и Европа и да разчита на това, което се оказва химера на лоялистката подкрепа в северноамериканските си операции. Британците прекратяват офанзивните операции в северните американски колонии. Уилям Хау, който полага толкова усилия да плени Филаделфия през септември 1777 г., докато Бъргойн е на път към катастрофата, евакуира града след по-малко от година и се връща в Ню Йорк. Новите британски офанзиви са предвидени в Джорджия и Каролините, където се вярва, че лоялистите са по-многобройни. Британците завладяват Джорджия и повечето от Южна Каролина до 1780 г., войната се обръща с американските победи при Кингс Маунтин и Коупенс, а пленяването на друга британска армия в Йорктаун през 1781 г. води до спечелване на войната на северноамериканския фронт.

### Американско командване
Гейтс не играе голяма роля в битката при Саратога. Цялостната американска походна стратегия е на Филип Шуйлер, а самите битки се изнася от по-нисшите командири. Това не му пречи обаче да обере славата за най-голямата американска победа дотогава. Има дори движение да се смени Уошингтън с Гейтс. Вместо това му е поверено командването на американските сили на юг, където се пренасят основните действия. Той води армията в пагубно поражение в битката при Камдън през 1780 г. Когато армията му рухва Гейтс се качва на коня си и не спира да бяга докато не се намира на 96 км от бойното поле. След това не ръководи повече бойни действия.
Смелият щурм от Бенедикт Арнолд на редута на Брейман на 7 октомври е кулминацията на над двугодишната му достойна служба на северния боен театър. Раната му в крака го оставя на легло почти, година, след което Уошингтън го прави военен управител на Филаделфия. Там той влиза в изменническа кореспонденция с британците, разгневен от това, че Конгреса не го е повишил, от (верните) обвинения, че се е замогнал от войната и под влиянието на лоялистката си съпруга. През 1780 г. е готов отново за полева служба и Уошингтън му предлага командването на половината Континентална армия. Вместо това Арнолд иска форт Уест пойнт, който съзаклятничи да предаде на британците. По-късно през същата година предателството му е разкрито и той бяга при британците, за да не бъде арестуван.

## Памет
Името на Арнолд липсва от статуите и паметниците на бойното поле при Саратога. Обелискът съдържа ниши, които приютяват три статуи на генерали от три страни: Гейтс, Шуйлер и Морган. Четвъртата, където трябва да е Арнолд, е празна. Мемориалът на ботуша, дарен от Джон Уотс де Пейстер изобразява обувка с шпори и звезди на генерал-майор. Той е разположен на мястото, където Арнолд е прострелян при щурма на редута Брейман на 7 октомври и е посветен на „най-блестящия войник на Континенталната армия“. Както и с другите паметници, на него липсва името на Арнолд.
Според преданието Арнолд, като британски генерал, пита един пленен американец във Вирджиния какво биха му направили американците. Отговорът е:
| „ | Бихме ти отрязали крака и погребали с пълни военни почести заради работата ти при Квебек и Саратога. Останалото бихме обесили. | “ |